# بورداوه
بورداوه (به آلمانی: Bördeaue) یک شهر در آلمان است که در زالتسلاندکرایس واقع شده‌است. بورداوه ۲٬۰۰۶ نفر جمعیت دارد.